# Hurdal
Hurdal é uma comuna da Noruega, com 284 km² de área e 2679 habitantes (censo de 2004).         